# Корнелльський університет
Корне́лльський університе́т (англ. Cornell University) — приватний університет, розташований в місті Ітака (штат Нью-Йорк, США). 

## Загальний опис
Університет має чотирнадцять коледжів, чотири з яких фінансуються урядом штату, та два медичні кампуси, в місті Нью-Йорк та в Едюкейшн-Сіті, Катар. Це один з двох приватних університетів Штатів, що беруть участь у програмі ланд-грант (фінансування окремих коледжів університету державним коштом штату). Також університет є членом престижної Ліги плюща.
Корнельський університет спонсорує і обслуговує проєкт ArXiv.org, котрий вважається частиною їх бібліотеки.
На честь навчального закладу названо астероїд 8250 Корнелл.

## Персоналії

### Викладачі
- Ева Тардош

### Випускники
- Сьюзан Весслер — американська молекулярна ботанікиня і генетикиня рослин.